# The Monster and the Ape
The Monster and the Ape (bra O Monstro e o Gorila) é um seriado estadunidense de 1945, gênero ficção científica, dirigido por Howard Bretherton, em 15 capítulos, estrelado por Robert Lowery, George Macready e Ralph Morgan. Foi produzido e distribuído pela Columbia Pictures, e veiculou nos cinemas estadunidenses a partir de 20 de abril de 1945.
Foi o 26º entre os 57 seriados produzidos pela Columbia Pictures.

## Sinopse
O monstro do título é o "Metalogen Man", um robô criado pelo Professor Franklin Arnold. Depois de exibir a sua invenção, o robô é roubado pelo Professor Ernst, com a ajuda de seu macaco treinado, Thor. Ken Morgan é responsável pelas tentativas de recuperar o robô roubado.

## Elenco
- Robert Lowery … Ken Morgan
- George Macready … Prof. Ernst
- Ralph Morgan … Prof. Arnold
- Carole Mathews … Babs Arnold
- Willie Best … Flash
- Jack Ingram … Dick Nordik
- Anthony Warde … Joe Flint
- Ted Mapes … Joe Butler
- Eddie Parker … Blake
- Stanley Price … Mead
- Bud Osborne … Vigia noturno do Zoológico
- Ray "Crash" Corrigan … Thor, macaco treinado

## Recepção crítica
The Monster and the Ape  foi, na opinião de Cline, "surpreendentemente semelhante ao seriado da Republic Pictures Mysterious Doctor Satan." No entanto, ele descreve o Professor Ernst como "um dos vilões escolhidos dos seriados".

## Capítulos
1. The Mechanical Terror
2. The Edge of Doom
3. Flames of Fate
4. The Fatal Search
5. Rocks of Doom
6. A Friend in Disguise
7. A Scream in the Night
8. Death in the Dark
9. The Secret Tunnel
10. Forty Thousand Volts
11. The Mad Professor
12. Shadows of Destiny
13. The Gorilla at Large
14. His Last Flight
15. Justice Triumphs

Fonte:

## Seriado no Brasil
The Monster and the Ape, sob o título “O Monstro e o Gorila”, foi aprovado pela censura brasileira, de acordo com o Diário Oficial da União, em 26 de abril de 1946, portanto, é provável que o seriado tenha estreado no país em 1946.